# مطار مونبلييه ميديتيراني
مطار مونبلييه ميديتيراني هو مطار دولي فرنسي، يخدم مدينة مونبلييه في الجنوب الفرنسي ، يقع المطار غير بعيد عن المدينة، تحديداً سبعة كلمترات عن مركز المدينة

## أصل التسمية
سمي المطار بهذا الاسم نظرا لتموقعه على ضفاف البحر المتوسط.

## تاريخ
1994: تمت تسميت المطار بمطار مونبلييه ميديتيراني

## احصائيات
استخدم المطار ازيد من مليون واربع مئة الاف مسافر خلال سنة الفين واربعة عشر